# 科际整合
科際整合（英語：Interdisciplinarity），或译跨学科、交叉学科、学科间研究、学科交叉等，指的是两个或多个学科相互合作，在同一个目标下进行的学术活动。科際整合的项目通常源于对单一学科无法、或是无意对某些重要问题进行研究的认识。例如，社会科学学科中的人类学和社会学，通常并不重视研究科技进步对于社会的影响；因此，许多对此感兴趣的社会科学家有意去参与科学与技术研究，晚近發展為「科學、科技與社會」（Science, Technology and Society，缩写为“STS”）學門；此类多学科合作项目通常由不同领域的学者组成（如人类学、历史学、哲学、社会学或者女性研究）。不过，也有不少科際整合起源于新的研究方向，如纳米科技等。只有在综合了数个学科的知识和研究方法时，这些研究方向才有可能取得成功。例如，量子信息处理综合了量子物理及计算机科学，而生物信息学则把分子生物学引入了计算机科学领域。只有通过发展多个学科的整合，才能解决人类所面临的不少棘手问题，如AIDS、传染病、全球暖化以及生物多样性殆失等等。另一方面，相对于当前学科过度专业化所造成的限制而言，科際整合也被视为一种矫正。

## 科際整合的模式
有一些学科模式时而也被称为“科際整合”。在多学科组合（multidisciplinarity）模式下，多个学科的学者对同一个问题进行研究，试图在各自领域的框架内对问题进行理解，而并不强调各个领域间的合作或是发展出共同的框架概念。这种模式类同于智囊团模式，其目标是解决一个迫切的问题，而非拓展学科视野。另一种模式为跨学科研究（transdisciplinarity），通过打破学科传统规范的樊篱以取得更有启发性的成果。一个例子是通过海量词汇比较进行研究的諾斯特拉超语系和原世界语（Proto-World language）的项目，它们突破了传统历史语言学的音韵学手段。此外，还有“无学科研究”。此方案并不等同于业余研究，因为它是有意识地主动摈弃特定学科对研究对象和手段的规范，通常为离经叛道的后现代研究者使用，出于对规范的反思或是为了追求更为广阔的视野。
而准确意义上的科際整合（Interdisciplinarity）通常指在研究环节中，来自不同学科背景的研究者共同协作、调适各自的研究途径，以取得对问题更准确的切入。同时也指在教育环节中的团队课程，在这种课程中，学生被要求通过相互学习理解同一个主题（例如土地利用）如何在不同的学科处理下（例如生态学和经济学）展现不同的面貌。

## 阻碍科際整合的因素
由于大多数科際整合的参与者是由传统学科规范所培养，他们必须学会接受不同的视角和手段。比如一个来自强调量化分析学科的参与者可能认为自己及其代表的学科比其他学科更为“科学”；相同的，来自“软”学科（在与“软科幻”同样的意义上）或重視質化分析的研究者可能视量化手段無法掌握個體或個案之個別特殊條件和動態。如果各个成员陷于各自学科的窠臼中，單一学科的是無法畢其功的。
在学科的角度来说，许多科際整合项目可能被视作“软”的、缺乏科学严谨的、或是意识形态驱动的。例如交叉学科的立项通常通过从现有学科中抽取的同行评审委员会的审查，所以并不奇怪地，它们经常无法申请到经费。另外，研究者也意识到，当他们试图申请评级或是任期评定时，不少评委未必认同学科交叉的意义。因此投身科際整合研究可能会损害他们的职业生涯發展。
如果未被授予足够的自治权，科際整合项目可能会失败。譬如在運作的過程中，通常对聘请的科際整合人员通过联合任命同时编制进入一个科際整合项目（例如女性研究）以及一个传统学科（例如历史学）。如果传统学科进行了任期任命，他就会犹豫是否全身心投入交叉学科的工作。其他的阻碍包括大多数的学术期刊的专业化倾向给人以一种印象（甚或事实），即科際整合的研究成果很难发表。此外，由于传统上学校的经费是通过各个科系的渠道进行分配，若要计算参与科際整合的学者或教师的薪资则相当困难。而当经费紧缺的时候，优先考虑的自然是中心项目，而处在边缘的研究和教学的资源就极为稀少了。同样的原因，引进新的科際整合项目的尝试通常被认为是瓜分资金的一种竞争，从而引发抵制。
由于上述及其他障碍，科際整合研究非常积极地试图跻身正式学科行列。如果成功的话，它们就能建立自己的研究资金项目，制定自己的任期和评级体制。这样他们就能降低进入的门槛。这方面的例子有神经科学、生物化学以及生物医学工程。这些新的领域被称为交叉学科。俗话说，“隔行如隔山”；可以想像，期望跨越不止一座“山”的交叉学科人员在实际工作中所要面临的重重困难和品尝的种种艰辛。

## 科際整合教学项目
科際整合教学项目的建立通常为了便于那些从单一学科角度无法充分分析的主题的学习，例如女性研究和中世纪研究等。另一种少见的情况是，交叉学科为了自己的存在而建立，作为对机构化教学对知识的肢解的反抗。可能对科際整合教学的主要批评集中在缺乏综合性，即，学生被授予多方面学科的视角，却没有得到足够的指导以克服学科间的冲突，以获得对问题综合的认识。对科際整合教学的批评者认为这种雄心是不实际的，因为只有极少数学生才具备所要求的知识和智力的成熟性。它的支持者承认这些困难，但坚持认为即使在这个层次，培养科際整合为一种习惯是可能和必要的，它能赋予未来的公民和领袖以足够的知性，分析、评价及综合不同来源的信息以得出合理的决定。
全世界的大学都认识到，为了处理人类今天所面对的问题，他们必须增加对科際整合的重视程度。例如源自斯坦福大学师生的一项草根运动成功地催生了名为Bio-X的新项目，以探索生物、计算机科学、医学以及工程学之间的交汇。这个项目位于克拉克中心，开张于2003年。克拉克中心位于学校和医学中心之间，设计以加速和便利开展学科交叉的研究。每一个实验室至少配备两名来自不同参与领域的科学家，而且它们并非封闭的：围墙可以被移动（或者移除），所有的仪器都装有小轮。

## 与科学整体论的关系
科際整合是科学中整体论的典型代表，然而并非所有科際整合的研究者承认自己是整体论者，因为他们未必接受整体论的哲学基础。